# Haliêutica
Haliêutica é um poema didático escrito por Ovídio e cujo tema é a pesca. Foi escrito nos anos finais da vida do autor, quando ele estava exilado nas margens do Mar Negro. Desse poema só nos resta cerca de 130 versos.